# Pati Hill
Pati Hill, née le 3 avril 1921 à Ashland dans le Kentucky élevée à Charlottesville Virginie et morte le 19 septembre 2014 à Sens (Yonne), est une artiste et une écrivaine américaine ayant vécu la fin de sa vie en France.

## Biographie
Tout d'abord journaliste et mannequin - elle pose notamment pour Diane Arbus - elle vient à Paris en 1948 pour présenter une collection de vêtements américains. Elle était mannequin pour le grand couturier anglais, Molyneux, qui avait sa maison de couture Rue Royale à côté du fameux café Chez Maxim. « Très chic », dit P.H. « On mangeait des sandwiches au Pam-Pam mais on buvait nos cafés chez Maxim! »
Son travail consistait à présenter une collection de sportswear, inspiration américaine. C'était la première fois que la mode américaine avait été formellement présentée en France et le monde de la mode était impressionné.
« A sa façon…! » ajoute P.H. « J'ai été photographiée avec la Princesse Bernadotte comme client – elle sur une chaise dorée de bambou et moi debout, arrogante dans un maillot de bain style Marilyn. »
Par la suite Pati Hill a travaillé pour toutes les revues de mode, surtout pour Elle. C'était le début de la mode créée spécialement pour les adolescentes. « Les Françaises étaient encore trop élégantes pour représenter des teen-agers avec conviction. J'ai, donc, gagné assez bien ma vie, bien que mannequin n'était pas encore considéré comme une vraie profession ».
Elle s'établit en France où elle collabore au magazine littéraire Paris Review. À New York, elle rencontre le jeune galeriste Paul Bianchini, qu'elle épousera.
Au cours des années 1970, elle est en contact avec le milieu du Pop-Art et s'intéresse à la photocopie comme médium artistique. Charles Eames lui offre un copieur de 400 kg, elle effectue diverses expériences.
En 1994, Pati Hill et son mari ouvrent deux galeries consacrées au Copy-Art, une à Paris et une à Sens, toutes deux baptisées Galerie Toner. À la mort de son mari en 2000, Pati Hill ferme ses galeries.

## Œuvres
Romans
- 1976 • Impossible Dreams, Alice James Books, illustré par des photographies de Robert Doisneau, Ralph Gibson, Eva Rubinstein et Willy Ronis
- 1962 • One Thing I know, Houghton Mifflin
- 1960 • Prosper, Houghton Mifflin
- 1957 • The Nine Mile Circle, Houghton Mifflin

Journal
- 1959 • The Pit and the Century Plant, Harper Bros

Poésie
- 1974 • Slave days, écrit et illustré par les premières xérographies de Pati Hill, Kornblee, N.Y
- 1962 • The Snow Rabbit, illustré par le poète Galway Kinnell, Houghton Mifflin

Livres et articles sur l’art
- 1979 • But Is It A Print ?, Print Collector’s News Letters
- 1979 • Letters to Jill, Kornblee gallery, N.Y

Expositions personnelles
- 2005 • Vers Versailles, Musée Lambinet de Versailles
- 2003 • Vers Versailles, L’Orangerie des Musées de Sens
- 2000 • Wall Papers, Bayly Art Museum, University VA
- 1998 • 11 grandes gravures de VersVersailles, Cabinet des Estampes, Bibliothèque nationale de France, Paris
- 1993 • Versailles Eye to Eye, Première Vision, Paris
- 1992 • Vers Versailles, SAGA, Grand Palais
- 1983 • Scarves, Galerie Texbraun, Paris
- 1982 • Italian Darns, Galerie Modena, Bologne
- 1979 • Men and Women in Sleeping Cars, Kornblee
- 1978 • Common Alphabet 1, Franklin Furnace, N.Y
- 1978 • A Swan, un opéra en 9 chapitres, Kornblee N.Y
- 1977 • Dreams Objects Moments, Kornblee N.Y
- 1976 • Concrete Poems, Centre culturel de Flaine
- 1976 • Garments, Kornblee N.Y
- 1975 • Objets, Kornblee Gallery, New York et Centre culturel de Flaine, France

Expositions collectives
- 1994 • Livres d’artistes, Paul Bianchini-Galerie Toner, Paris
- 1985 • Electroworks, Stedelijk Museum, Amsterdam
- 1984 • Electra, Musée d’Art Moderne, Paris
- 1984 • New Media 2, Konsthall, Malmö, Suède
- 1983 • La Photocopie, Musée national d’art moderne, Centre Georges Pompidou, Paris
- 1980 • L’Électrographie, Musée d’art moderne de la Ville de Paris
- 1979 • Electroworks, George Eastman House, New York ; Cooper Hewitt museum, New York
- 1977 • Dialogue, UNESCO, Paris
- 1976 • Dialogue, UNESCO, Paris

Création et réalisation des expositions collectives pour la galerie Paul Bianchini à Paris
- 1993-1995 • Destruction de l’Alphabet, 1, 2 et 3 Paul Bianchini-Galerie Toner, Paris et Sens
- 1993 • Des Grands Meubles, Paul Bianchini-Galerie Toner, Paris
- 1993 • Le Dernier Souper, Paul Bianchini-Galerie Toner, Paris

Livres d’artistes
- 1997 • The Leaf Book, fait à la main, édition limitée
- 1996 • Men and Bombs, fait à la main, édition limitée
- 1996 • Women and Vacuum Cleaners, fait à la main, édition limitée
- 1996 • Boating Notes, fait à la main, édition limitée
- 1995 • Windows, Bianchini-Toner, Sens
- 1994-1995 • Leaving the Pear, Paul Bianchini-Galerie Toner, Paris
- 1993 • Rose Marilyn, Cinq Rue Jules Verne, Sens (France).
- 1978 • Italian Darns, Kornblee, New York

Enseignement
- 1984 • Premiers cours sur l’art fait sur copieurs, Université de Paris VIII
- 1976 • Langage international en images, école primaire de Stonington, CT

Principales œuvres dans les collections publiques
- Bayly Art Museum, University of Virginia
- Cabinet des Estampes, Bibliothèque Nationale de France, Paris
- Cooper-Hewitt National Design Museum, Smithsonian Institution, New York
- Fiduciaire de France KPMG
- IBM-USA, New York
- L’Orangerie des Musées de France
- Xerox-USA, Stanford, CT
- Bibliothèque nationale de France